# Sadako DX
Sadako DX (貞子DX?), conocida como El Aro 4: El Despertar en Latinoamérica es una película de terror japonesa de 2022 dirigida por Hisashi Kimura, escrita por Yuya Takahashi. La cual habla de la pandemia del COVID-19, no hablando de la enfermedad, sino de la forma en que muere la gente por el video maldito y su naturaleza viral.
La película se estrenó el 28 de octubre de 2022 en los cines de Japón.

## Argumento
Ayaka Ichijo es una estudiante universitsaria y prodigio con un CI de 200, que es invitada junto al Maestro Kenshin, un psíquico y adivino, a un programa de televisión de variedades para hablar sobre la leyenda del video maldito. Según se cuenta, existía una cinta que si era reproducida, el espectador moría en 7 días, pero actualmente surgió una nueva variante en la Darknet que mata en 24 horas. Ayaka duda de la validez de la maldición de la cinta, pero lleva la cinta a casa para investigarla a pedido de Kenshin. En paralelo, un influencer adolescente llamado Oji Maeda, convence a una mucha llamada Ai de dejarse filmar tras ver el video maldito.
Esa noche Futaba, la hermana de Ayaka, reproduce la cinta por curiosidad. El metraje, grabado desde la perspectiva de Sadako, la muestra trepando por el interior del pozo, revelando que desde ahí emerge frente a la casa de Futaba, quien la ve en la calle vigilando la casa tras terminar la cinta. Al mismo tiempo, Oji filma a Ai en la vía pública mientras se cumplen sus 24 horas asegurándole que estará bien, sin embargo la muchacha comienza a forcejear contra algo invisible y tras dar una voltereta en el suelo muere.
Futaba llama desde el colegio a Ayaka explicando que, tras reproducir el video, un fantasma con el aspecto de un amigo de la familia no deja de seguirla. Esto presiona a Ayaka a investigar más a fondo la cinta de video, lo que la lleva de regreso a la oficina del Maestro Kenshin, allí encuentra a Oji amenazando con saltar del edificio para no enfrentar la maldición, pero Ayaka lo aleja del borde explicándole que caer desde esa altura no es letal pero si muy doloroso. Ambos se reúnen con el Maestro Kenshin y el joven explica que vio el video un día después de Ai, con la esperanza de que fuese verdad el rumor de que mostrarlo a otros evitaba la muerte y actualmente le quedan cuatro horas para cumplir su plazo; tras esto el Maestro Kenshin reproduce la cinta frente a los muchachos mientras le realiza un ritual, afirmando haber exorcizado con éxito el video, pero Ayaka lo duda y decide continuar investigando.
Ayaka contacta por internet a un hikikomori apodado Kanden, que también investiga el video maldito. Juntos teorizan sobre la mecánica del video razonando que, debido a su relación con el virus de la viruela, su imperativo primordial es lograr extenderse; además, Kanden teoriza que la maldición ha mutado en una nueva cepa que optimiza su propagación en la era digital al reducir el período de incubación.
Durante esta discusión, Oji pasa la marca de 24 horas, sobreviviendo a la maldición. Esto los lleva a creer que el exorcismo ha funcionado, pero Ayaka y Kanden no están de acuerdo y deducen que debe ser porque vio la cinta con Ai obteniendo inmunidad; con esto razonan que al haber más espectadores cada uno recibe una dosis más pequeña y no fatal de la maldición que su sistema inmunológico sí puede repeler. Mientras tanto, Futaba descubre que el fantasma que la sigue se transforma progresivamente en Sadako a medida que se acerca el plazo. Con solo unos minutos restantes, Ayaka llama a su hermana y su madre pidiéndoles que miren juntas la cinta. Esto aparentemente funciona y Futaba sobrevive más allá de la marca de las 24 horas. 
Creyendo que sus problemas terminaron, Ayaka publica el video en línea y les dice a todos que lo vean, razonando que así inmunizará al público contra la maldición. Kanden, sin embargo, dice que su investigación no ha terminado, ya que aún tiene que resolver el misterio de quién vendió la cinta en primer lugar. Más tarde, Ayaka deduce que debe ser el Maestro Kenshin quien difundió la cinta.
Ayaka encara a Kenshin, quien revela que cuando era niño trabajaba en un santuario con su padre, quien cobraba por exorcizar, llegando a sus manos la cinta maldita por una víctima que buscaba ser salvada. Desilusionado con el trabajo de su padre, llegó a creer que su destino era difundir la maldición como "su marca personal de entretenimiento", por lo que esparció la maldición a propósito como una forma de generar audiencia. Inmediatamente Kenshin ve aparecer al fantasma de su padre, quien se transforma en Sadako, lo hace ver una alucinación donde lo estrangula con su cabellera y posteriormente lo arrastra y arroja al pozo, situación que el resto ve como si forcejeara contra algo invisible y diera una voltereta en el suelo antes de morir por la maldición.
Ayaka comprende que la teoría de la inmunidad era incorrecta, por lo que compartir el video en la red y promover su reproducción fue un error letal. Antes esto, ella y Oji visitan las ruinas del santuario del padre de Kenshin buscando respuestas. Allí, encuentran a Kanden, que decidió salir de su encierro para ayudarlos. Ayaka pide a su madre y a su hermana que vayan al santuario para intentar resolver la maldición juntas. Tras razonar, Ayaka se da cuenta de que la solución no es la audiencia grupal, sino la audiencia repetida; quien ha sido maldito debe observar el video una vez cada 24 horas para evitar morir. En los últimos minutos antes de la fecha límite, Ayaka, Oji, Kanden, Futaba y su madre logran reunirse en el santuario, reproducir el video en una pantalla y vuelven a ver la cinta salvándose de la muerte.
Tiempo después, todos se reúnen en una videollamada grupal para volver a ver la cinta. Mientras se muestra que todas las personas que fueron maldecidas debido al posteo de Ayaka sobre la inmunidad han sobrevivido y llevan una vida normal tras adoptar la costumbre de ver el video a diario. Kanden, cuyo nombre real se revela como Takashi, ha relajado su estilo de vida aislado y ha decidido que "es menos aburrido afuera". 
Mientras todos se preparan para volver a ver la cinta en los minutos previos a la fecha límite, Oji se da cuenta de que olvidó de rebobinar su VHS la última vez que la vio y no tiene tiempo de rebobinarlo; cuando intenta ver la versión en línea descubre que su teléfono se ha descargado mientras Sadako se acerca cada vez más.
Una secuencia posterior a los créditos muestra una versión del video maldito donde Sadako emerge del pozo hacia la sala de cine donde supuestamente los espectadores veían la película, con lo cual la audiencia entra en pánico al verla y huye del lugar.

## Reparto
- Fuka Koshiba como Ayaka Ichijo.
- Kazuma Kawamura como Oji Maeda.
- Mario Kuroba como Kanden.
- Hiroyuki Ikeuchi como Profesor Kenshin.
- Yuki Yagi como Futaba Ichijo.
- Naomi Nishida como Chieko Ichijo.

## Recepción
La película recaudó en taquilla los primeros días casi los USD$ 3.100.00 alrededor del mundo.

## Estreno Mundial
| País        | Fecha                   | Nota                                                    |
| Canadá      | 30 de julio de 2022     | (Festival Internacional de Cine Fantasía)               |
| Bélgica     | 1 de septiembre de 2022 | (Festival Internacional de Cine Fantástico de Bruselas) |
| Japón       | 28 de octubre de 2022   |                                                         |
| Malasia     | 30 de noviembre de 2022 |                                                         |
| Reino Unido | 5 de noviembre de 2022  | (Festival Internacional de Cine de Leeds)               |
| Indonesia   | 25 de noviembre de 2022 |                                                         |
| Singapur    | 1 de diciembre de 2022  |                                                         |
| Vietnam     | 2 de diciembre de 2022  |                                                         |
| Hong Kong   | 8 de diciembre de 2022  |                                                         |
| Kazajistán  | 15 de diciembre de 2022 |                                                         |
| Rusia       | 15 de diciembre de 2022 |                                                         |
| Colombia    | 19 de enero de 2023     |                                                         |
| Perú        | 26 de enero de 2023     |                                                         |
| Guatemala   | 31 de enero de 2023     |                                                         |
| Costa Rica  | 2 de febrero de 2023    |                                                         |
| Argentina   | 9 de febrero de 2023    |                                                         |
| Chile       | 9 de febrero de 2023    |                                                         |
| Ecuador     | 9 de febrero de 2023    |                                                         |
| Uruguay     | 9 de febrero de 2023    |                                                         |
| Bolivia     | 23 de enero de 2023     |                                                         |
| Venezuela   | 9 de marzo de 2023      |                                                         |
| Camboya     | 23 de marzo de 2023     |                                                         |
| Brasil      | 27 de abril de 2023     |                                                         |
| Taiwán      | 2 de junio de 2023      |                                                         |
| México      | 8 de junio de 2023      |                                                         |

## Otros Títulos en el Mundo
| País    | Título                       |
| México  | El Aro 4: El Despertar       |
| México  | El 4ro: El Despertar         |
| Brasil  | O Chamado 4: Samara Ressurge |
| Japón   | Sadako DX                    |
| Japón   | 貞子DX                       |
| Rusia   | Проклятье: Разгадка          |
| Perú    | El aro 4: El despertar       |
| Chile   | El Aro 4                     |
| Vietnam | Sadako DX: Thao Túng         |

## Saga Japonesa
- Ringu (1998)
- Rasen (1998)
- Ringu 2 (1999)
- Ringu 0: Bāsudei (2000)
- Sadako 3D (2012)
- Sadako 3D 2 (2013)
- Sadako vs. Kayako (2016)
- Sadako (2019)
- Sadako DX (2022)

## Críticas
La película recibió críticas de mixtas a negativas (mayormente), sobre todo por ser una película demasiado floja y exclamando que destruye los elementos de la mitología del Aro sin aportar nada nuevo en un afán de "reescribir la franquicia". Además de presentar humor dudoso y falta de sustos. Recibiendo 3.0 votos de 10 en FilmAffinity y 3.8 de 10 en IMDb.